# Fjordhest
Fjordhest også kaldet nordbagge –  og kendt som fjording og vestlandshest – er en norsk hesterace fremavlet på Vestlandet, men nu spredt over hele Norge og regnet som et af landets nationalsymboler. Racen er gammel, selv om den første stambog over fjordhest ikke udkom i Norge før i 1910. Fjordhesten tilhører ponyracerne, selv om den i Norge anses som hest og ikke pony.

## I Norge
Centrum for avl i Norge er stadigvæk Vestlandet, med den årlige udstilling på Nordfjordeid som en traditionsrig begivenhed. Den norske stat oprettede i 1840'erne et stutteri på Hjerkinn på Dovre, og der blev indkøbt en hingst og seks hopper til forbedring af racen. Alle var ulsblakke, det vil sige med en lysegul/hvid grundfarve med sort midtstol i manen, ål nedad ryggen og hale. I løbet af ni år frembragte hesteflokken 32 føl, men mange af disse fik "glasøjne" (blå øjne), hvad man anså som et dårligt avlsresultat. Racen fordrer ikke meget foder, så selv små gårde kunne holde liv i en fjordhest; men landmændene foretrak mørke heste, da de mente, man ikke kunne køre til kirken med hvide heste.
I Rosendal har den berømte Rosendalsborken fået sin egen statue.

## I Danmark
Under første verdenskrig og frem til slutningen af 1920'erne blev fjordheste indført til Danmark. Efter anden verdenskrig eksporterede Danmark fjordheste til Mellemeuropa. Norge kunne ikke hævde sig i den konkurrence som følge af højere fragtpriser. I 1959 var der 50.000 fjordheste i Danmark; sandsynligvis flere end i Norge.
Da den første stambog for fjordheste i Danmark forelå i 1940, blev de kaldt Heste af Norsk Vestlandsrace. Til daglig gik hesten under kælenavnet nordbagge, oprindeligt et svensk tilnavn på nordmænd. I dag kaldes de fjordheste.

## Egenskaber og udbredelse
De tilhører gruppen af renavlede racer. Danmark er verdens næstældste fjordhesteland, og foreningen Fjordhesten Danmark fejrede i 2016, at det er 75 år siden, den første stambog blev udgivet med 50 kårede avlshingste og 304 hopper. Der findes omkring 70.000 fjordheste i Europa. Dertil skal lægges 6.000-8.000 i USA, Canada og Sydamerika. I Norge er der omkring 5.500. I Frankrig er der dannet en ny race, henson, på grundlag af blandt andre den norske fjordhest.
Af skifteprotokoller fra 1750 fremgår, at flere farver var almindelige hos fjordhesten, ligesom på islandshesten; men efterhånden blev man bevidst om den lyse farve som racemærke. I Danmark kalder vi disse farver for gul, rødgul, grå, ulsblak eller gulblak. De gule, grå og ulsblakke har sorte hår i pandelok og hale, samt en mørk stribe (kaldet ål) ned over ryggen. Hos de rødgule er hårene rødbrune, hos de gulblakke har de næsten samme farve som resten af pandelok og hale. 
Det er vigtigt, at de såkaldt "primitive aftegn" påskønnes og bevares. Ved primitive aftegn forstås:
- Mørke aftegn, eventuelt zebrastriber på benene.
- Greb (mørke striber på manken).
- Njålsmærke (lille mørk plet på kinden) opkaldt efter Njål, der er stamfar til alle nulevende fjordheste verden over. Han blev født i 1891 i Sogn og Fjordane og var en god arbejdshest med et godt gemyt. En lungesygdom førte til, at han måtte aflives i 1910. Den mørke plet regnes som særmærke for efterkommere af Njål og Gange-Rolv (stamfar til Njål, født i 1874); et adelsmærke og bevis for en ægte fjording.[11]

Hvide aftegn på fjordheste er uønskede. I henhold til racestandarden har fjordheste ikke hængeman. Manen klippes, så den er opretstående og i en flot bue, der passer til halsen. En passende stor fjordhoppe har et stangmål på 140-146 og en hingst 140-148. Udsving til begge sider accepteres.
Efter landbrugets mekanisering faldt bestanden af arbejdsheste, og fjordhesten fik status af fritidshest. De ansvarlige for racens udvikling fik den gennem selektion på kåringspladserne avlet lettere, smidigere og med mere fokus på bevægelsesmønsteret. Fjordhesten har altid været en fortræffelig kørehest. I dag er den en lige så fortræffelig ridehest.
I foreningens avlsmål hedder det om hestens egenskaber og anvendelse, at man ønsker at opdrætte tillidsfulde, modige, harmoniske, kække, robuste fjordheste med et venligt sind, som kan omgås af alle i familien. Endvidere hedder det, at der ønskes dressur-, spring-, køre- og/eller allround-heste, der har kapacitet til at begå sig ved mesterskaber for fjordheste i ind- og udland. Denne målsætning lever de danskopdrættede fjordheste til fulde op til. Ved europamesterskaberne for fjordheste i 2016 på Vilhelmsborg gik fem af de seks medaljer i dressur til Danmark.